# Nanny McPhee
Nanny McPhee (bra: Nanny McPhee - A Babá Encantada; prt: Nanny McPhee - A Ama Mágica) é um filme francobritano-estadunidense de 2005, do gênero comédia fantástica, dirigido por Kirk Jones, com roteiro de Emma Thompson baseado na série de livros infantis Nurse Matilda, da autora britânica Christianna Brand.

## Sinopse
Viúvo cria sozinho seus sete filhos que, endiabrados, afugentam toda babá contratada pelo pai. Até que eles conhecem Nanny Mcphee, que porá ordem na casa como se fosse... mágica!

## Elenco
- Emma Thompson como Babá McPhee
- Colin Firth como Cedric Brown

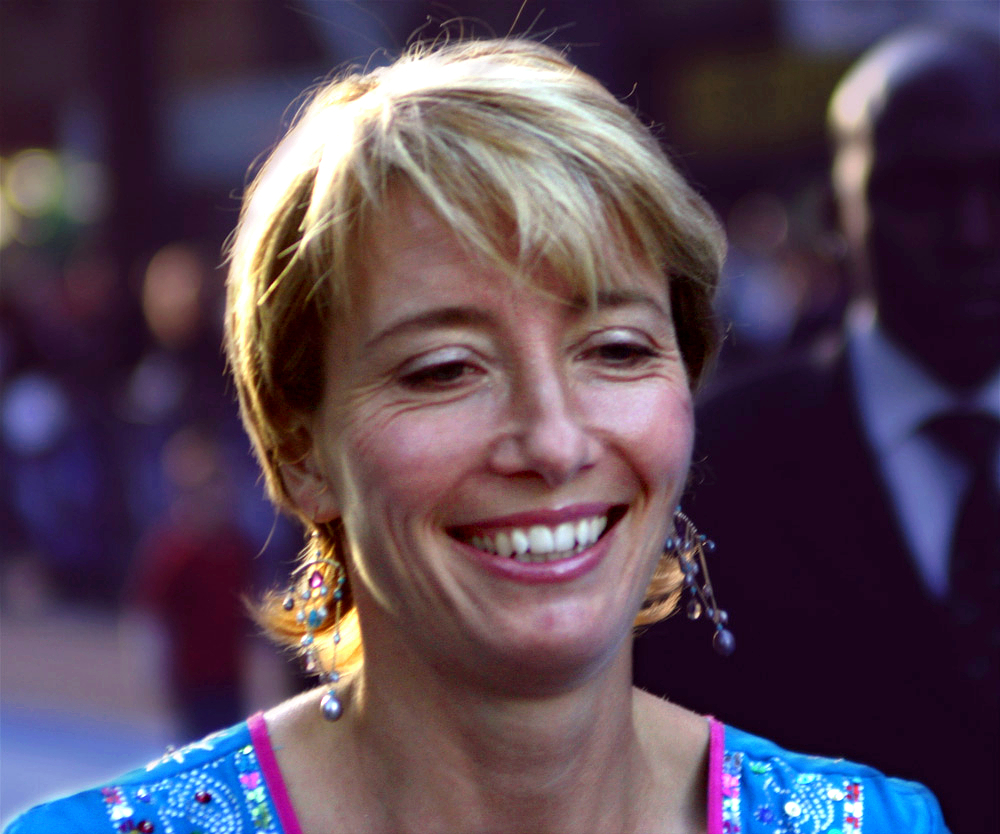
Emma Thompson na estréia do filme em 2005.

- Thomas Brodie-Sangster como Simon David Brown
- Kelly Macdonald como Evangeline
- Angela Lansbury como Lady Adelaide Stitch
- Eliza Bennett como Tora Abigail Brown
- Raphaël Coleman como Eric Adam Brown
- Jennifer Rae Daykin como Lilyana Justine Brown
- Samuel Honywood como Sebastian Frank Brown
- Holly Gibbs como Christianna Hannah Brown
- Hebe e Zinnia Barnes como Agatha Rose Brown
- Celia Imrie como a Sra. Selma Rapidamente
- Imelda Staunton como a Sra. Joan Blatherwick
- Sir Derek Jacobi como o Sr. Marc Wheen
- Patrick Barlow como o Sr. Franky Jowls
- Adam Godley como o vigário

## Recepção
O Metacritic, que usa uma média ponderada, atribuiu ao filme uma pontuação de 59 em 100, baseado em 30 críticos, indicando críticas "mistas ou médias".